# La Casa Invisible
La Casa Invisible es un Centro Social y Cultural de Gestión Ciudadana que nace en marzo de 2007 cuando una amplia red de ciudadanos, vecinos y creadores se organizan para ocupar un edificio del siglo XIX, de propiedad municipal. Inmueble histórico propiedad del Ayuntamiento de Málaga situado en los números 9 y 11 de la calle Nosquera, con salida al 8 de Andrés Pérez, en el Centro Histórico de la ciudad de Málaga (España). 
El edificio fue okupado en marzo de 2007, y a las pocas semanas se iniciaron reuniones entre representantes del proyecto y el gabinete de alcaldía del ayuntamiento para estudiar las posibles formas de regularización y cesión en uso del espacio. Tras numerosas reuniones durante los primeros cuatro años, en enero de 2011 se firma un Protocolo de Intenciones entre el Ayuntamiento de Málaga, la Junta de Andalucía y la Diputación de Málaga, y el Museo Nacional Centro de Arte Reina Sofía (dependiente del Ministerio de Cultura) y las 3 asociaciones constituidas para tal fin en representación de La Casa Invisible. Tras la firma de este documento, se concede una autorización temporal de ocupación del espacio de un año prorrogable, dependiendo de que se cumplieran los requisitos mencionados en el documento. 
El 17 de enero de 2012, finalizado el plazo de cesión del inmueble y cumplidos todos los requisitos por La Casa Invisible (fundamentalmente una memoria trimestral de actividades y la constitución de una Fundación). Se inicia el procedimiento para la Adjudicación Directa del Edificio en atención al interés general del proyecto para la ciudad de Málaga. Cinco años de programación ininterrumpida de actividades y proyectos sociales y culturales lo avalaban
En el presente hay una amenaza de desalojo del espacio, ya que a pesar de cumplirse los requisitos, el ayuntamiento nunca llegó a ofrecer un nuevo convenio de colaboración y formalizar la cesión en uso que se expresaba en el citado acuerdo, a pesar de que el 26 de marzo de 2012 se emite por la Dirección de Cultura de la Concejalia de Cultura del Ayuntamiento de Málaga un informe favorable a la cesión en uso del inmueble (Memoria Justificativa de la Concesión del Edificio de C/ Nosquera de Málaga a la Fundación de los Comunes).

## Edificio
La Casa Invisible se ubica en el noroeste del núcleo histórico de Málaga, en el interior de la antigua muralla nazarí de la ciudad, cuyo foso era la actual calle Carretería. El edificio donde se ubica La Casa Invisible es una casa burguesa terminada en 1876; dispone de unos 2000m² dispuestos en dos partes, la principal que se desarrolla entre la calle Nosquera y el patio, y una segunda que cierra dicho patio al suroeste. La riqueza ambiental de este patio central es única en el entorno urbano, con un gran morero, hiedras y diferentes especies vegetales que ostentan un gran protagonismo. Este espacio ha sido abierto al público, aportando una notable calidad de vida a esta parte de la ciudad.
Esta zona, heredera del trazado urbano medieval, por diversas razones no fue tocada por la fuerte reconversión de la ciudad durante los siglos XIX y XX. Desde hace al menos 20 años está afectada por un proceso de gentrificación. La ciudad como comunidad social y la ciudad como espacio habitable son tratadas como entidades separadas y como tal gestionadas, reductivamente, en función de su mera utilidad económica. Las consecuencias de este proceder son irreparables: destrucción del tejido social existente, sustituyéndolo por un usuario-cliente genérico escasamente comprometido con la ciudad; y destrucción del patrimonio heredado (incluyendo multitud de edificios protegidos), conservando sólo algunas fachadas como piezas de la escenografía urbana y de acuerdo con un proceder inmobiliario de difícil justificación.
En el curso de las negociaciones con el Ayuntamiento, siempre ha resultado decisiva la demostración de que la intervención propuesta sobre el inmueble sobrepasa el ámbito técnico-arquitectónico y debe considerarse parte del proyecto cultural de la Casa Invisible, el cual, por lo demás, recibió desde el principio una acogida favorable por el Ayuntamiento. Ello ha supuesto un renovado impulso al proyecto de intervención en el edificio: el hecho de poder vincular la polifacética actividad cultural y social de los invisibles con su permanencia en el inmueble ocupado mediante su implicación directa en la rehabilitación del mismo se juzga como un logro que legitima ante la ciudadanía y las instituciones la continuidad del proyecto en ese preciso lugar.
El problema de fondo es cómo responder al actual contexto de crisis, especialmente si se comprende que su final no será una recuperación de los modelos técnicos, económicos, políticos y sociales que han conducido a ella; este tiempo debe ser considerado como una auténtica transición donde ensayos como el de la Casa Invisible son laboratorios para modos muy diferentes de construir y habitar, ensayos que pueden inspirar, por ejemplo, la necesaria reconversión de la actividad inmobiliaria.

## Objetivos
Los objetivos que se marcaron entonces eran claros:
- Estimular procesos de autoorganización social que fortalezcan las redes y movimientos sociales que trabajan por la justicia social.
- Crear un laboratorio de experimentación cultural protagonizado por creadores locales y basado en criterios de cooperación, producción colaborativa y cultura libre.
- Propiciar trayectos de formación en distintos ámbitos (ciencias sociales, política, tecnología, arte y creación, etc.) que fomenten el pensamiento crítico, el empoderamiento ciudadano, la creatividad social y la acción colectiva.
- Experimentar modelos de gestión ciudadana de equipamientos y bienes comunes que promuevan una radicalización democrática basada en la equidad y la participación directa de vecinos y ciudadanos en el diseño, elaboración y gestión de las políticas públicas.

## Actividades

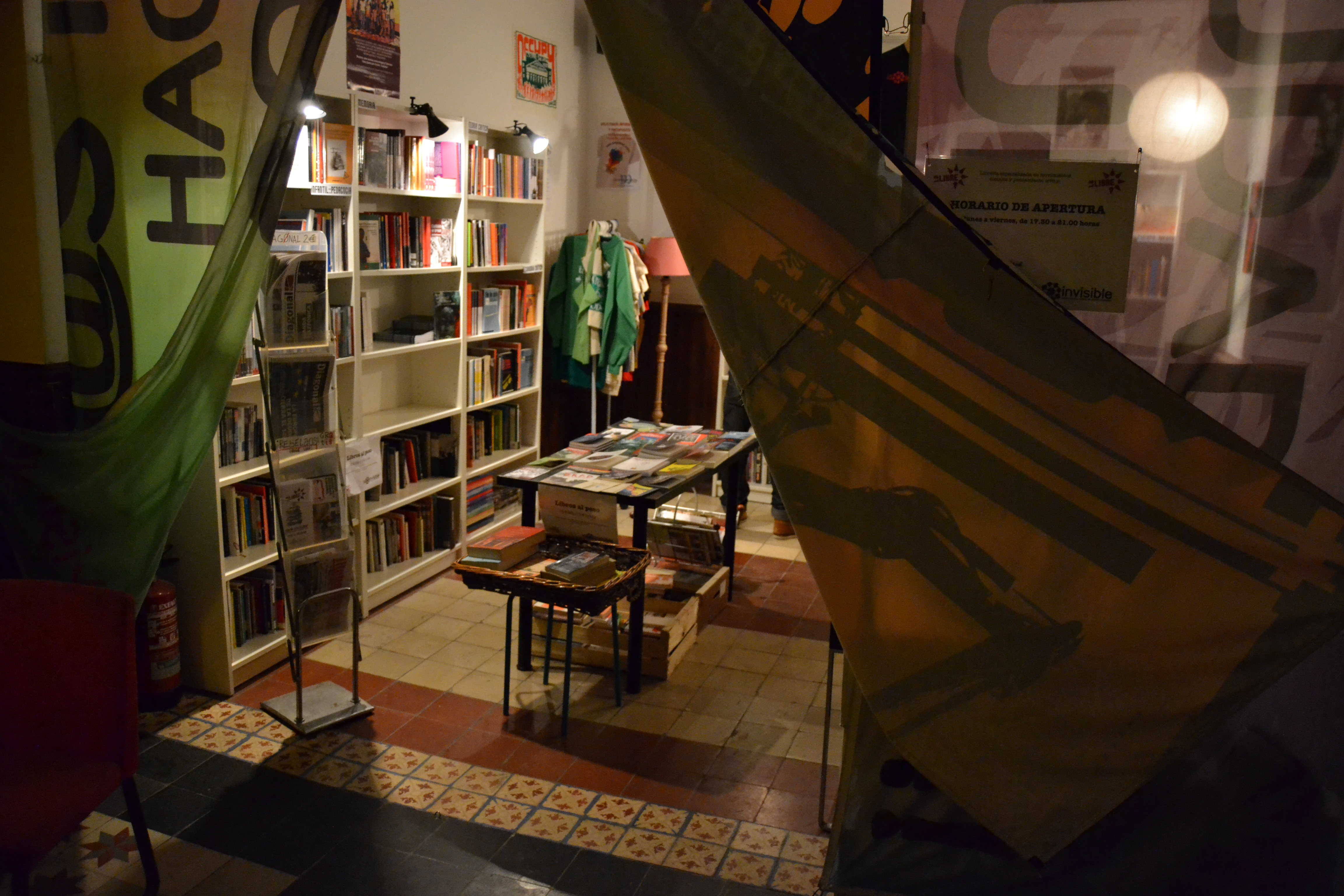
La Libre: Librería en La Invisible

El centro organiza periódicamente seminarios, cursos, debates, danza, música y teatro.  En él desarrollan su actividad diversos colectivos como el de Creadores Invisibles, la Plataforma de Afectados por la Hipoteca. Sirve como espacio para la exhibición, producción y divulgación de ideas alternativas, opuestas a la cultural mercantilizada. 
Es sede del Festival de Cultura Libre de Málaga, que comenzó en 2006 como una alternativa paralela al Festival de cine español de Málaga, y actualmente se celebra anualmente tras el aniversario de la apertura del espacio. 
Durante varios años, artistas e intelectuales han apoyado la continuidad de la iniciativa y han firmado un manifiesto reivindicando "el reconocimiento del inmueble como espacio de uso social y cultural" frente al "modelo de exhibición y consumo". El dramaturgo y Nobel Darío Fo, la escritora y periodista Naomi Klein, el filósofo Santiago López Petit, el urbanista Jordi Borja, el cineasta Fernando León de Aranoa, el ensayista Amador Fernández-Savater y los músicos Kiko Veneno, Nacho Vegas, Amparanoia y Albert Pla o el director del Museo Reina Sofía Manuel Borja-Villel son algunos de las personalidades que han apoyado al centro. Asimismo tanto los responsables de Cultura de la Diputación de Málaga como los de la Junta de Andalucía dieron su apoyo expreso a los representantes de la Invisible.
Otras personalidades conocidas que han pasado por La Casa Invisible:
- Richard Stallman
- Silvia Federici
- Franco Berardi (Bifo)
- Ada Colau
- Pablo Iglesias
- Smári McCarthy
- Simona Levi

En 2021, La Casa Invisible ha asumido la responsabilidad de liderar la Comisión de Trabajo del sector del Arte Contemporáneo del Ministerio de Cultura durante un período de dos años. Esta comisión ministerial desempeñará un papel crucial al coordinar las estrategias y acciones clave relacionadas con las prácticas artísticas contemporáneas, estableciendo un puente entre la administración pública y una amplia gama de actores del sector.

## Organización
El modelo de gestión se basa en grupos operativos y asamblearios y es relativamente sencillo: comisiones/áreas de trabajo (Comunicación, Cultura Libre, Estrategia, Economía y Rehabilitación) y una Asamblea General quincenal donde las comisiones y participantes en la gestión del proyecto intercambian información, se coordinan, debaten y toman decisiones sobre el transcurrir del proyecto.
Las áreas de gestión han sido y son espacios abiertos a la participación y su funcionamiento es democrático y operativo. Además de la gestión colaborativa del funcionamiento básico del edificio, en La Casa Invisible numerosos proyectos autónomos, colectivos y personas han abierto distintos campos de experimentación política/social/cultural. Si bien estos campos tienen fronteras difusas y hay muchos proyectos que conectan distintos ámbitos, lo cierto es que podemos delinear ciertos ejes temáticos, laboratorios o ámbitos de experimentación que hemos desarrollado en estos años y sobre los que queremos seguir trabajando. Estos ámbitos deben ser problematizados, discutidos, revisados y reinventados. También se pueden abrir nuevos laboratorios en función de los proyectos e iniciativas que lo deseen. Invitamos a personas, proyectos y colectivos a cooperar y participar en el desarrollo y crecimiento de La Casa Invisible como una institución experimental de organización y gestión comunitaria.

## Cierre cautelar y disputa legal
El 23 de diciembre de 2014, la policía local se presentó en el inmueble con una orden del Ayuntamiento de Málaga de «cese de las actividades de libre concurrencia» y cierre cautelar del espacio por motivos de seguridad.
Este evento se producía semanas después de que técnicos de la Gerencia de Urbanismo del Ayuntamiento realizaran una inspección en el inmueble acompañados de miembros de la Casa Invisible y detectaran algunas irregularidades en la instalación eléctrica y en medidas de protección antiincendios.
Horas después del suceso, la Casa Invisible emitió un comunicado en el que calificó la decisión de "política, no técnica" y consideraban que el cierre en esta fecha no había sido casual (haciendo referencia a las fechas de Navidad). Al día siguiente celebraron una rueda de prensa ante el consistorio y anunciaron que reabrirían el inmueble para realizar actividades que no fuesen «de libre concurrencia» y criticaron la forma en que habían sucedido los hechos, cuando ya había un plan para subsanar las irregularidades y el hecho de que no se hubiera notificado de la orden de clausura previamente.

## Premios
- Premio CGT Andalucía 2014.
- Premio Derechos Humanos 2021 de la Asociación Pro-Derechos Humanos de Andalucía.